# Arrival (ABBA)
Arrival è il quarto album del gruppo svedese ABBA, uscito in tutto il mondo nell'ottobre del 1976.

## Descrizione
Arrival è uno degli album in studio più famosi e venduti della band (il secondo dei nove a saldarsi alla vetta della classifica settimanale britannica degli album più venduti), da cui furono estratti tre singoli di grande successo: Dancing Queen (l'unico singolo degli ABBA a piazzarsi alla vetta della classifica statunitense), Knowing Me, Knowing You e Money, Money, Money. In Australia e Nuova Zelanda fu inoltre incluso il singolo Fernando (negli altri paesi incluso nella Greatest Hits del 1975), che si rivelò uno dei più grandi successi nella storia della musica australiana. In altre nazioni fu pubblicato come singolo anche When I kissed the teacher, così come That's me (in Giappone) e anche Dum dum diddle (in Argentina).
La ristampa in CD contiene anche il brano Happy Hawaii, già lato B di molte edizioni dei singoli di quest'album. L'inciso di questo pezzo, che è cantato da Frida, è stato riutilizzato per l'ottava traccia Why did it have to be me? che è l'unico dell'album cantato da Bjorn. La nona traccia Tiger è ispirata a un fuoristrada dallo stesso nome, giocando col doppio senso dell'animale, e si chiude con un acuto di Agnetha all'ottava superiore.
Dopo Intermezzo no. 1 incluso in Abba, la title track è una nuova canzone strumentale, corredata dai cori polifonici a bocca aperta dei quattro componenti. È considerato uno dei brani cardine del genere strumentale folk, al punto che qualcuno lo considera un progenitore delle sonorità della world music e della new Age.

### Ristampe
L'album è stato rimasterizzato e ripubblicato varie volte in CD, nel 1997, nel 2001, poi nel 2014 in versione deluxe con un CD con tracce bonus e un DVD con lo speciale TV "ABBA-Dabba-Dooo!!" trasmesso alla viglia della pubblicazione originale e diversi spezzoni di apparazioni TV dell'epoca.

### 40º anniversario
Per il 40º anniversario dell'album, ad ottobre del 2016 è stato pubblicato una nuova ristampa su vinile, e un cofanetto contenente i quattro singoli "Fernando", "Dancing Queen", "Knowing Me, Knowing You" e "Money Money Money" su vinile colorato. L'album è ristampato su due LP da suonare a 45 giri (invece dei soliti 33 giri) per dare una migliore qualità del suono.

## Cover e omaggi
Il multistrumentista inglese Mike Oldfield fece una propria versione del brano Arrival nel 1980, pubblicandola anche su un 45 giri dove nella copertina anch'egli si faceva ritrarre seduto su un elicottero, al pari della copertina di questo album. Sul retrocopertina invece compare mentre compie l'atterraggio dallo stesso mezzo. La "K" di Mike, sulla copertina, è rovesciata alla stregua della seconda B di Abba, secondo il loro marchio di fabbrica.

## Tracce
1. When I Kissed the Teacher – 3:01 (Andersson, Ulvaeus)
2. Dancing Queen – 3:50 (Stig Anderson, Andersson, Ulvaeus)
3. My Love, My Life – 3:51 (Anderson, Andersson, Ulvaeus)
4. Dum Dum Diddle – 2:53 (Andersson, Ulvaeus)
5. Knowing Me, Knowing You – 4:01 (Anderson, Andersson, Ulvaeus)
6. Money, Money, Money – 3:06 (Andersson, Ulvaeus)
7. That's Me – 3:15 (Anderson, Andersson, Ulvaeus)
8. Why Did It Have to Be Me? – 3:20 (Andersson, Ulvaeus)
9. Tiger – 2:55 (Andersson, Ulvaeus)
10. Arrival (strumentale) – 3:00 (Andersson, Ulvaeus)
11. Fernando (*) – 4:12 (Anderson, Andersson, Ulvaeus)
12. Happy Hawaii (**) – 4:25 (Anderson, Andersson, Ulvaeus)

(*): bonus track nelle ristampe del 1997 e del 2001, in origine brano inedito nella raccolta Greatest Hits.

(**): bonus track nella ristampa del 2001, versione originaria di Why Did It Have to Be Me?.

## Classifiche
Album
| Anno | Classifica                        | Posizione |
| ---- | --------------------------------- | --------- |
| 1976 | Classifica album in Australia     | 1 (8)     |
| 1976 | Classifica album in Canada        | 8         |
| 1976 | Classifica album in Italia        | 12        |
| 1976 | Classifica album in Messico       | 1 (10)    |
| 1976 | Classifica album in Nuova Zelanda | 1 (5)     |
| 1976 | Classifica album in Regno Unito   | 1 (10)    |
| 1977 | USA Billboard 200                 | 20        |

Singoli
| Anno | Singolo                 | Classifica            | Posizione |
| ---- | ----------------------- | --------------------- | --------- |
| 1976 | Dancing Queen           | Classifica singoli UK | 1 (6)     |
| 1976 | Money, Money, Money     | Classifica singoli UK | 3         |
| 1977 | Knowing Me, Knowing You | Classifica singoli UK | 1 (5)     |

| Anno | Singolo                 | Classifica         | Posizione |
| ---- | ----------------------- | ------------------ | --------- |
| 1976 | Dancing Queen           | Billboard Hot 100  | 1         |
| 1976 | Dancing Queen           | Adult Contemporary | 6         |
| 1977 | Knowing Me, Knowing You | Billboard Hot 100  | 14        |
| 1977 | Knowing Me, Knowing You | Adult Contemporary | 7         |
| 1977 | Money, Money, Money     | Billboard Hot 100  | 56        |
| 1977 | Money, Money, Money     | Adult Contemporary | 38        |

| Anno | Singolo                 | Classifica                   | Posizione |
| ---- | ----------------------- | ---------------------------- | --------- |
| 1976 | Dancing Queen           | Classifica singoli in Canada | 2         |
| 1977 | Knowing Me, Knowing You | Classifica singoli in Canada | 2         |

| Anno | Singolo                 | Classifica                      | Posizione |
| ---- | ----------------------- | ------------------------------- | --------- |
| 1976 | Dancing Queen           | Classifica singoli in Australia | 1 (8)     |
| 1976 | Money, Money, Money     | Classifica singoli in Australia | 1 (6)     |
| 1976 | Fernando                | Classifica singoli in Australia | 1 (14)    |
| 1977 | Knowing Me, Knowing You | Classifica singoli in Australia | 9         |

| Anno | Singolo                 | Classifica                          | Posizione |
| ---- | ----------------------- | ----------------------------------- | --------- |
| 1976 | Dancing Queen           | Classifica singoli in Nuova Zelanda | 1 (4)     |
| 1976 | Money, Money, Money     | Classifica singoli in Nuova Zelanda | 1         |
| 1976 | Fernando                | Classifica singoli in Nuova Zelanda | 1 (9)     |
| 1977 | Knowing Me, Knowing You | Classifica singoli in Nuova Zelanda | 8         |

## Formazione
- Benny Andersson - voce, pianoforte, sintetizzatore, fisarmonica, campane tubolari, marimba
- Anni-Frid Lyngstad - voce
- Agnetha Fältskog - voce
- Björn Ulvaeus - voce, chitarre

### Altri musicisti
- Ola Brunkert - batteria, archi
- Lars Carlsson - sassofono
- Anders Dahl - archi
- Malando Gassama - percussioni
- Anders Glenmark - chitarra elettrica
- Rutger Gunnarsson - basso
- Lasse Wellander - chitarre
- Janne Schaffer - chitarra elettrica
- Roger Palm - batteria, archi